# Адольф (великий герцог Люксембургский)
Адольф Нассау-Люксембургский (люкс. Adolphe vu Lëtzebuerg; 24 июля 1817 — 17 ноября 1905) — последний герцог Нассауский 1839—1866, 4-й великий герцог Люксембургский с 23 ноября 1890 года, прусский генерал-полковник (1902).

## Правление в Нассау
Сын Вильгельма, герцога Нассауского и его первой жены Луизы Саксен-Гильдбургхаузенской.
Адольф стал герцогом Нассауским 30 августа 1839 года, после смерти своего отца. 20 сентября 1839 года был награждён орденом Св. Андрея Первозванного.
В ходе революционных событий 1848 года первоначально согласился на предъявленные ему 30-тысячной демонстрацией в Висбадене требования, включавшие в себя свободу печати, свободу вероисповедания и т. д. В дальнейшем, как и в большинстве других германских государств, в значительной степени отыграл либерально-демократические изменения назад.
В Австро-прусской войне 1866 года Адольф поддержал Австрийскую империю. После её поражения герцогство Нассау было аннексировано Пруссией.

## Переход люксембургского престола
В 1890 году умер Виллем III, король Нидерландов и одновременно великий герцог Люксембурга. Правила престолонаследия в этих двух странах различались: в Нидерландах королю наследовал его единственный выживший потомок — дочь Вильгельмина, тогда как в Люксембурге действовал салический закон, не позволяющий наследование по женской линии. В связи с этим в действие вступил так называемый договор «О нассауском наследном союзе» (нем. Nassauische Erbverein), который подписали в 1783 году шесть представителей дома Нассау, в том числе правитель Нидерландов Вильгельм V Оранский (прадед Виллема III) и князь Карл Кристиан Нассау-Вейльбургский (прадед Адольфа). Суть этого пакта состояла в том, что представители разных ветвей семьи условились о переходе наследования между ветвями в случае иссякания той или иной линии. Конституция Люксембурга, принятая в 1868 году, подтвердила действие этой договорённости. Поэтому после смерти Виллема III трон Люксембурга перешёл к ближайшему мужскому наследнику по другой линии, которым оказался 73-летний Адольф. Великие герцоги Люксембурга и сегодня являются потомками Адольфа, правда, по женским линиям.

## Семья и дети
31 января 1844 года в Санкт-Петербурге женился на Елизавете Михайловне (1826—1845), русской великой княжне, племяннице Николая I; в следующем году герцогиня Елизавета умерла при родах, ребёнок родился мёртвым.
23 апреля 1851 года он женился на Адельгейде Марии Ангальт-Дессауской, дочери Фридриха Августа Ангальт-Дессауского. У них родилось пять детей, из которых выжило только двое, ставшие принцем и принцессой Люксембургскими.
- Вильгельм IV (1852—1912), стал следующим великим герцогом после смерти отца в 1905 году.
- Фридрих Пауль Вильгельм (1854—1855);
- Мария (1857—1857);
- Франц Йозеф Вильгельм (1859—1875);
- Хильда Шарлота Вильгельмина (1864—1952) — вышла замуж за Фридриха II, великого герцога Баденского.